# Volcán Sangangüey
Volcán Sangangüey är en vulkan i Mexiko.   Den ligger i delstaten Nayarit, i den centrala delen av landet, 600 km väster om huvudstaden Mexico City. Toppen på Volcán Sangangüey är 2 136 meter över havet.
Terrängen runt Volcán Sangangüey är huvudsakligen kuperad. Runt Volcán Sangangüey är det ganska glesbefolkat, med 21 invånare per kvadratkilometer. Närmaste större samhälle är Tepic, 18,4 km väster om Volcán Sangangüey. I omgivningarna runt Volcán Sangangüey växer huvudsakligen savannskog.